# Kateryna Lahno
Kateryna Oleksandrivna Lahno, conosciuta anche con la traslitterazione anglosassone di Kateryna Lagno (in ucraino Катерина Олександрівна Лагно? in russo Екатерина Александровна Лагно?; Leopoli, 27 dicembre 1989), è una scacchista ucraina naturalizzata russa, grande maestro.

## Biografia
Nata da famiglia di lingua russa, si trasferisce presto a Donec'k, dove inizia la sua precoce carriera scacchistica. Diventa grande maestro femminile nel 2002 all'età di 12 anni e 4 mesi, battendo il record che apparteneva a Judit Polgár. Nel giugno del 2007 diventa grande maestro assoluto, undicesima donna a ottenere questo titolo. Dal luglio del 2014 dopo alcune trattative ottiene il trasferimento dalla federazione scacchistica dell'Ucraina alla federazione scacchistica della Russia, ricevendo nello stesso periodo anche la cittadinanza russa dal presidente Vladimir Putin. In seguito ad alcune polemiche la Lahno preciserà che la sua decisione di cambiare federazione era dovuta alle sue radici e non alla situazione politica tra Russia e Ucraina.

## Carriera
- 2003: vince a Kramatorsk, la città in cui è cresciuta, un forte torneo con un punto di vantaggio su diversi grandi maestri e una prestazione Elo di 2622 punti;
- 2005: vince a Chișinău il campionato europeo femminile, battendo allo spareggio Nadežda Kosinceva;
- 2006: in luglio-agosto vince il supertorneo femminile North Urals Cup di Krasnotur'insk;[3]
- 2008: vince in maggio a Plovdiv, per la seconda volta, il campionato europeo femminile;
- 2010: vince a Mosca il campionato del mondo femminile blitz;
- 2014: in aprile vince il campionato del mondo femminile rapid, superando nello spareggio Aleksandra Kostenjuk.[4]
- 2018: in novembre a Chanty-Mansijsk perde la finale del Mondiale KO per 5-3 contro la Campionessa del Mondo in carica Ju Wenjun.[5] In dicembre vince per la seconda volta il Campionato del mondo blitz femminile con in punteggio di 13.5 su 17.[6]
- 2019: in dicembre vince per la terza volta il Mondiale blitz.[7]
- 2021: in giugno si classifica al secondo posto nel FIDE Women's Grand Prix 2019-2021, qualificandosi al Torneo delle candidate, che ha stabilito la sfidante della campionessa del mondo Ju Wenjun per il match mondiale del 2023.[8]
- 2023: in maggio vince la classifica del FIDE Women's Grand Prix 2022-2023, ottenendo il pass per il Torneo delle candidate di Toronto.[9]

### Risultati a squadre

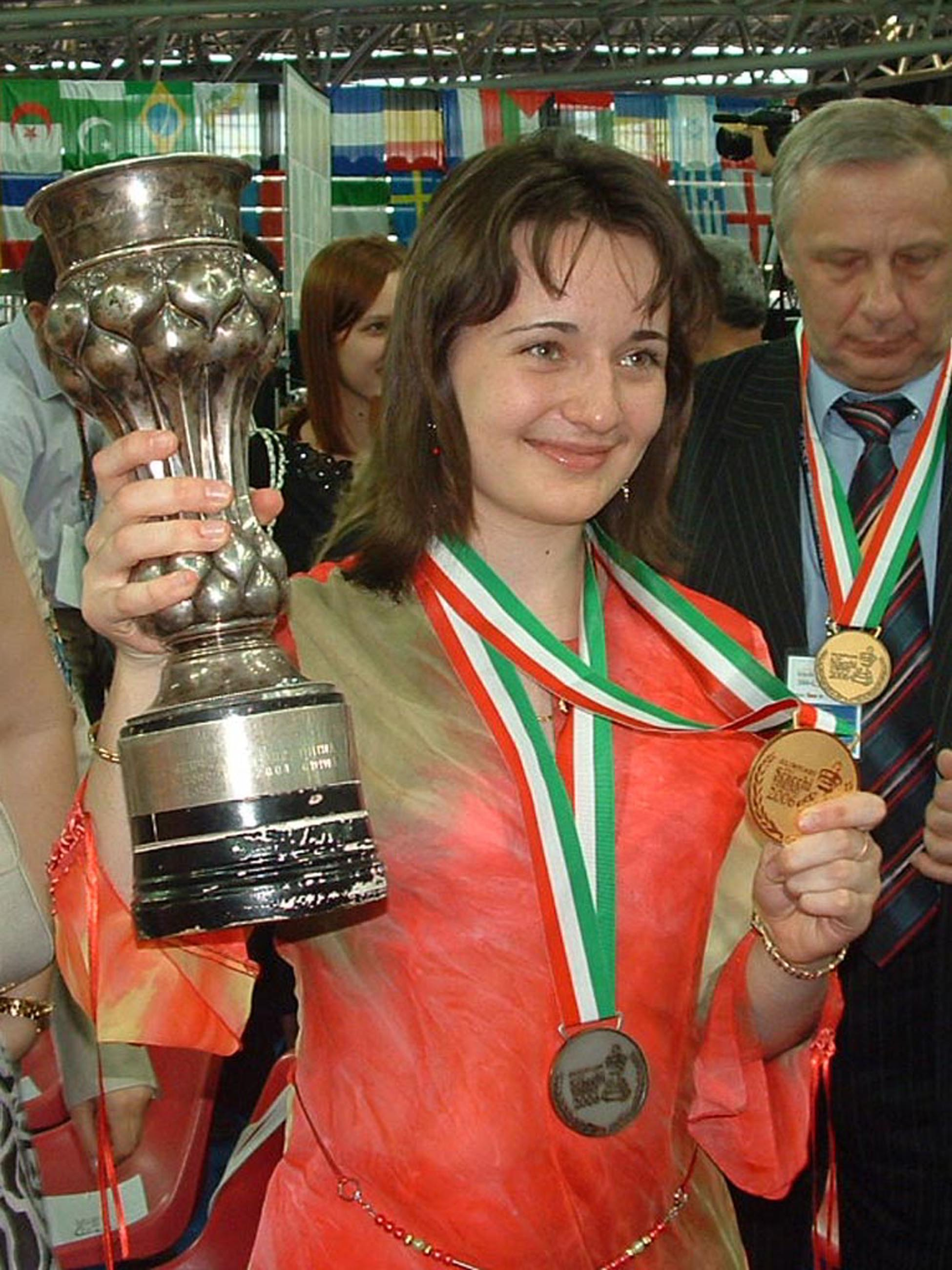
Premiata al termine delle Olimpiadi di Torino 2006

Ha partecipato con la squadra femminile ucraina a cinque olimpiadi degli scacchi dal 2004 al 2012 (tre volte in prima scacchiera). Ha vinto cinque medaglie: oro di squadra e argento individuale alle olimpiadi di Torino 2006, argento di squadra alle olimpiadi di Dresda 2008, bronzo di squadra e individuale alle olimpiadi di Istanbul 2012.
Nel 2014 vince con la Russia le Olimpiadi di Tromso giocando in prima scacchiera .
Nel novembre 2013 a Varsavia con l'Ucraina vince il Campionato Mondiale Femminile 2013 a squadre per nazioni . 
Nel novembre del 2015 a Reykjavík vince con la Russia, il Campionato Europeo Femminile 2015 a squadre per nazioni .
Nel giugno del 2017 a Chanty-Mansijsk vince con la Russia, il Campionato Mondiale Femminile 2017 a squadre per nazioni .
Nel novembre del 2017 ha vinto a Creta con la Russia il Campionato Europeo Femminile 2017 a squadre per nazioni
Nel novembre 2019 a Batumi vince ancora il Campionato Europeo a squadre nazionali, giocando in seconda scacchiera. 
Tra settembre e ottobre vince il Campionato del mondo a squadre in 3a scacchiera per la Russia.

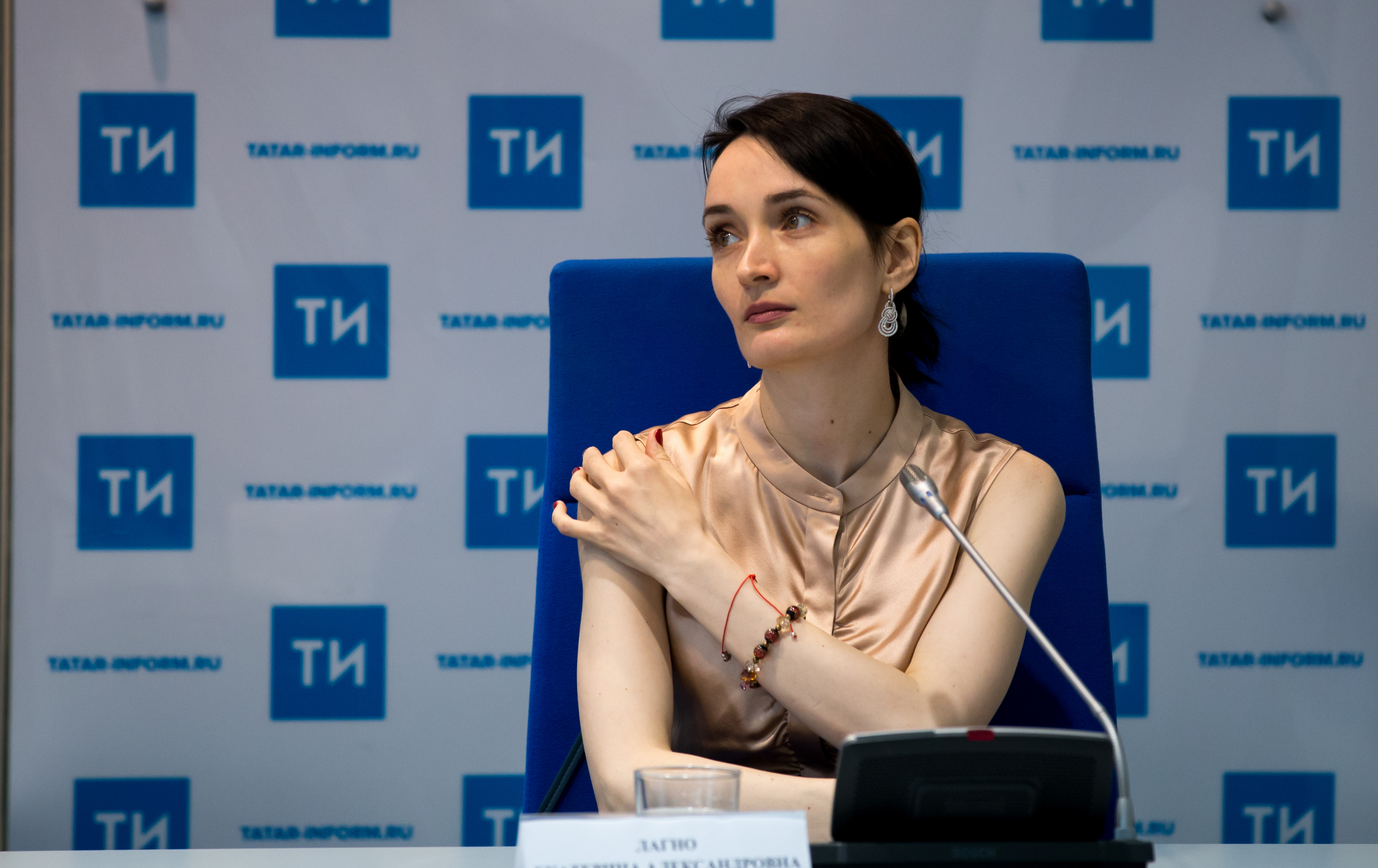
Lahno nel 2019

## Vita privata
È stata sposata dal febbraio del 2009 al 2014 con il grande maestro francese Robert Fontaine con cui ha vissuto a Donec'k.
Si è successivamente sposata con il Grande Maestro russo Aleksandr Griščuk, con il quale ha quattro figli, l'ultimo nato nel 2018 .